# Tradiciones y costumbres de Azerbaiyán
Las tradiciones y costumbres de Azerbaiyán tienen una larga historia. A través de los años las tradiciones han evolucionado, pero se han conservado hasta el día de hoy. Algunos de esos difieren dependiendo de la región del país.

## El té

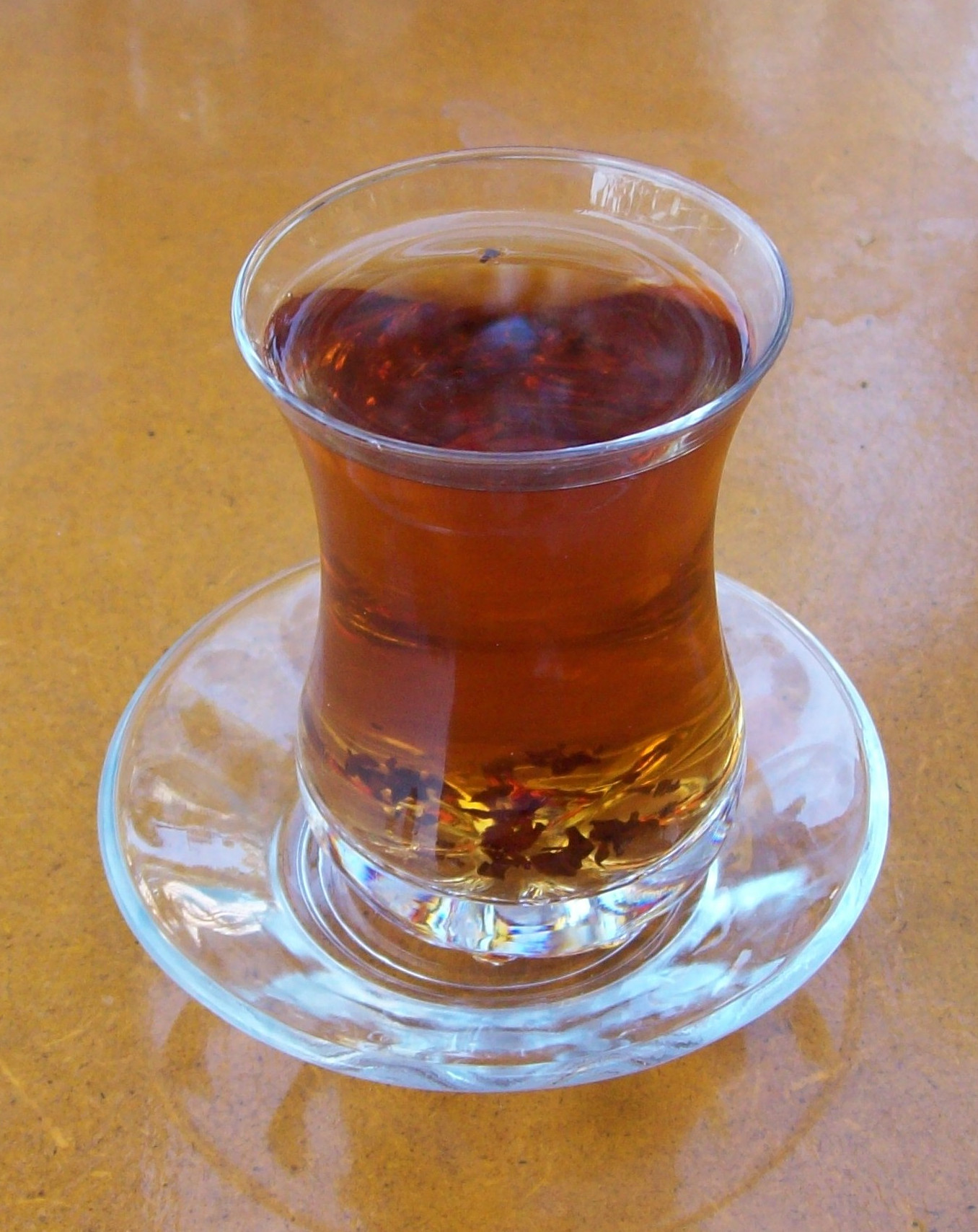

El té tiene gran importancia para los azerbaiyanos; el vaso nacional de té es “armudu” que se parece a la forma de una pera (según otras fuentes, la clásica figura de la mujer oriental). Con el té comienzan las fiestas familiares y también se terminan. Usualmente al té se le añaden algunos especias como jengibre, acetillo, menta, tomillo, cardamomo, etc.

## La boda
La mayoría de tradiciones azerbaiyanas se refieren a la boda. Las tradiciones de noviazgo, compromiso y boda tienen raíces profundas. La boda es un conjunto de muy diferentes ceremonias, actividades que se pasan en varias etapas, en cada una de las cuales hay sus costumbres y tradiciones. En Azerbaiyán la boda (en azerí: toy) es tan importante que toma meses de planificación. Las bodas son una excepcional muestra de las coloridas tradiciones y vestimentas, incluidas las preparaciones que preceden a la propia ceremonia. Las ceremonias de boda forman parte de la mentalidad del pueblo azerbaiyano. Cada uno de los ritos está relacionado con antiguas leyendas, enigmas y magias, es decir están marcados por la vida cultural secular y la idiosincrasia de la población autóctona de Azerbaiyán.

### Familiarizarse
El primer paso es el conocimiento de los padres y familiares. Al principio según la tradición, 2 o 3 mujeres van a la casa de la novia con la propuesta de matrimonio. Ellas se presentan y cuentan sobre su familia e hijos. En el transcurso de la primera visita, los padres de la novia no dan respuesta definitiva.  Deben saber cuáles son los pros y los contras. Si están indecisos, entonces la respuesta es negativa. Si la respuesta es positiva, la segunda visita la realiza el padre, los tíos u otros parientes del novio. En casa de la novia se sirve té de dos colores con azúcar. El vaso se llena hasta los bordes y al final se añade una cucharadita de té seco que simboliza la fusión de dos familias. Durante la visita, las mujeres que representan al novio (abuelas, madre, tías, hermanas) comunican sus intenciones. Durante la segunda visita se fija el día para recibir el “sí” de la novia.  Este día a casa de la novia van los mayores de la familia – abuelos y padres. 

### El noviazgo

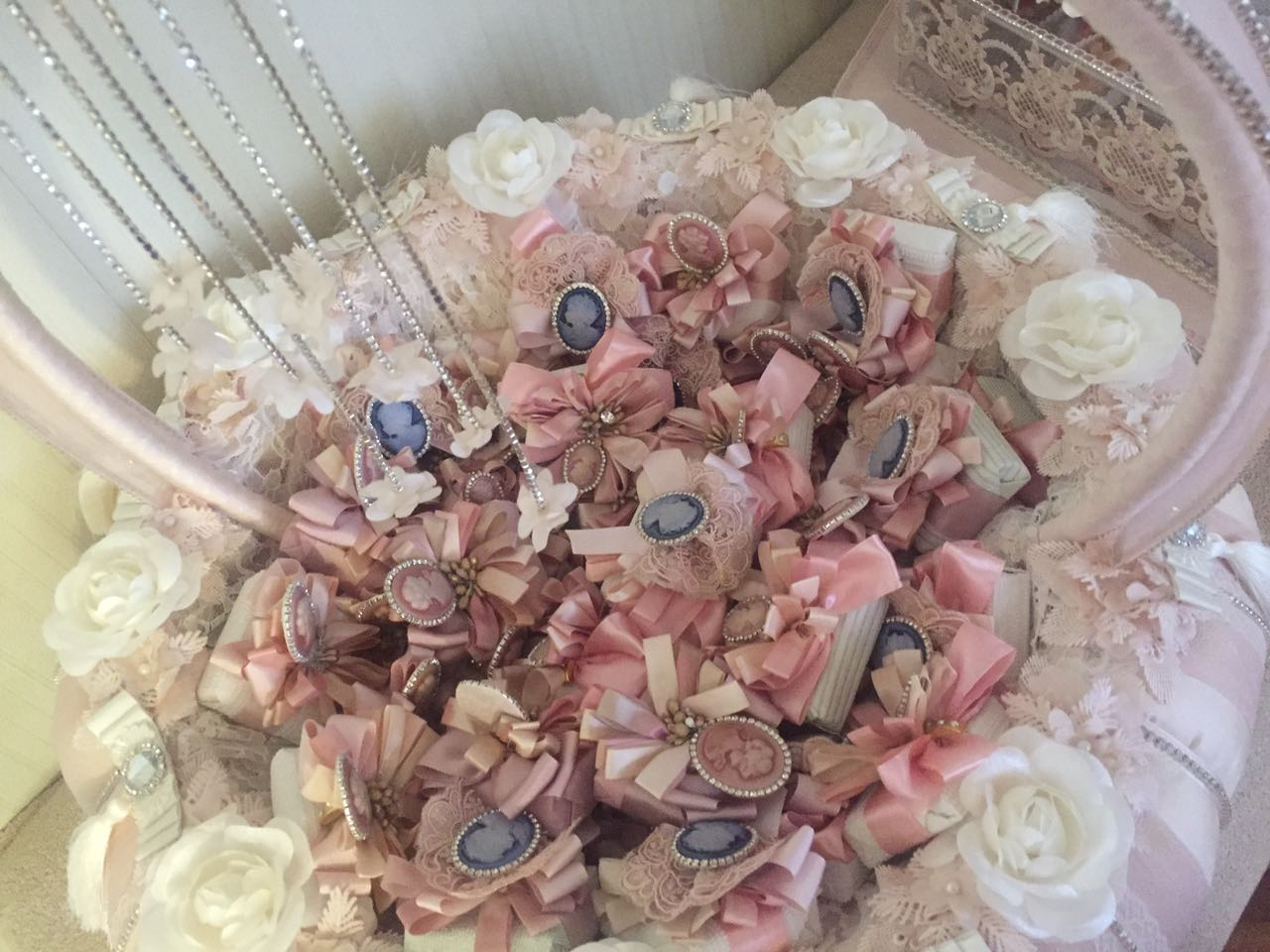
"Xonça"

Después sigue el noviazgo, que se realiza de acuerdo conjunta de ambas familias una pequeña ceremonia con los más cercanos parientes. La familia del novio regala un anillo, un pañuelo, unas bandejas ("xonça") u otros regalos y dulces. Los parientes cercanos del novio visitan la casa de la futura esposa para pasar un pequeño compromiso. Según la tradición, la mujer que es feliz en su matrimonio muestra los regalos a los huéspedes. En la fiesta de compromiso participan 40-60 personas. El novio regala a la novia joyas, telas, los huéspedes - pasteles y flores. Tras la fiesta de compromiso, al novio le invitan a casa de la novia y le regalan la sortija.  Esta etapa se denomina “la entrada en casa de la novia”. En los días festivos los parientes no solo ofrecen regalos a la novia, sino que la halagan. La familia de la novia con los regalos y pasteles van a casa del novio. Los parientes celebran una fiesta conjunta que se denomina “establecimiento de las relaciones”. La novia recibe regalos de su cónyuge durante todo el tiempo de cortejo antes de que la sede oficial de la boda. Falleció zapatos, joyas, prendas de vestir. 

### La fiesta de henna

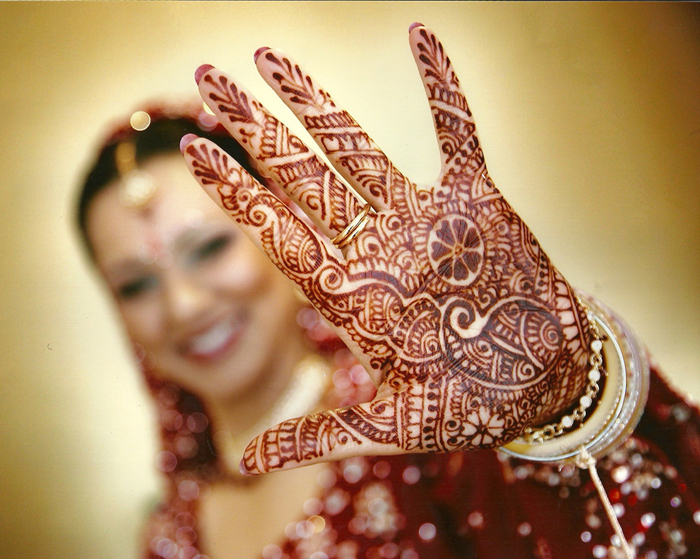
Henna novia

Una semana antes de la boda, la familia de la novia realiza una ceremonia en la que participan todas las mujeres de ambas familias. Es la fiesta de henna. Esta ceremonia dura toda la noche. La familia del novio lleva en el don de las bandejas (xonça) llenos de dulces y regalos a la novia, que en el transcurso de la ceremonia se abren y se muestran todos los huéspedes. El más bien dan la henna novia y amigas pintarse las manos, los pies, el color del pelo.
En distintas regiones de Azerbaiyán la costumbre de la aplicación de la henna tiene diferentes denominaciones:  en Shaki – “el almuerzo de gala en casa de la novia”, en Tovuz – “demostración de la chica”, en Masali y Lankaran - “la reunión en casa de la novia”, en Guba – “la aplicación de la henna”, en Apsherón – “jnanane”, en otras regiones –“la aplicación de la henna”, “el almuerzo de gala en casa de novia”.

### La fiesta de matrimonio
Hay dos fiestas para celebrar la memorable ocasión del matrimonio: del muchacho y de la muchacha. En el matrimonio de la muchacha (unos cuantos días antes de la del muchacho), la chica usa un colorido vestido, disfruta la compañía de su familia y sonríe mucho. Después regresa a casa y se prepara para la boda del muchacho, que ocurrirá en un par de días.
La boda de un muchacho y la boda de una muchacha siguen el mismo exacto patrón. Las únicas diferencias son que en la boda de muchacho la novia usa un vestido blanco con un fajín rojo alrededor de su cintura y ella no regresa a la casa de sus padres después de la ceremonia. Normalmente la boda del muchacho es más grande y asisten ambos lados de la familia. 
Por la mañana, después de la boda, para la novia se prepara la papilla de harina con mantequilla, se reúnen los parientes y vecinos; se sirve el arroz pilaf para celebrar que la recién casada era pura. En todas las regiones de Azerbaiyán, la recién casada durante 3 días no debe salir o verse en público. Luego la confidente, sus hermanas y parientes excluyendo a la madre van a casa del marido con diferentes platos, frutas, regalos. Este rito se denomina “tres días”. Al séptimo día de la boda van a visitar a la recién casada con regalos y pasteles sus padres, amigos y parientes. Esta costumbre se denomina “gran observación”. Se celebra una fiesta, las mujeres se sientan separadamente o también en la misma habitación con los hombres. Todos abrazan a la novia. Al 40 día de la boda la novia con la familia de su marido visita la casa de sus padres. Su padre le hace un regalo valioso (en las zonas rurales suele ser una vaca). Este rito se denomina “el comienzo de la comunicación”

## Las fiestas

### Ramadan
El Ramadán es un período especial para los musulmanes practicantes alrededor del mundo, caracterizado por la disciplina espiritual y la búsqueda de la purificación. El ayuno comienza con el amanecer (después de azan de mañana) y termina con la puesta de sol (después de azan de la noche). En el 30° día de este mes se celebra la fiesta. La gente da el "zakat" (limosna, caridad) a los pobres.

### Celebración del Sacrificio
Se celebra 70 días después de la fiesta de Ramadán. Es la fiesta musulmana que conmemora el pasaje recogido en el Corán, en el que se muestra la voluntad de Ibrahim de sacrificar a su hijo como un acto de obediencia a Alá, antes de que Alá interviniera para proporcionarle un cordero y que sacrificara a este animal en su lugar.  En este día, las personas que ganen dinero y que no tengan deudas sacrifica una oveja, camello o una vaca y distribuyen a todas las personas pobres que conoce. 

### Novruz

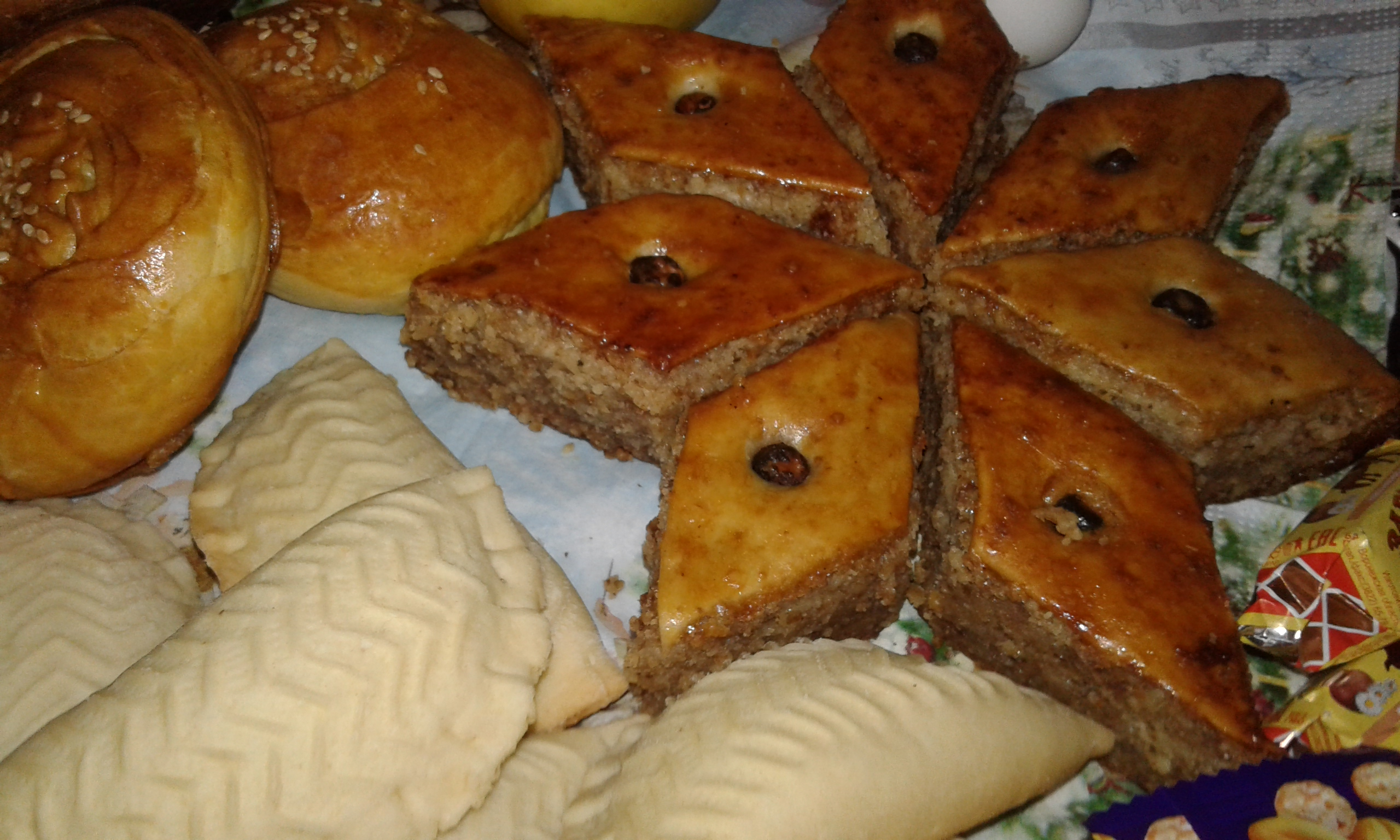
Shekerbura, pakhlava y qojal

Novruz es una fiesta que se celebra con el motivo de la llegada de la primavera. Desde antiguos tiempos se preparan especialmente a esta fiesta: se limpia la casa y hacen provisiones de fiesta especial. Cultivan malta, coloran huevos, asan trigo, colan plov y guisan dulces (shekerbura, pakhlava, qojal).
Se encienden las hogueras antes de Novruz, el último miércoles cada uno debe saltar sobre la hoguera siete vez (se puede saltar siete vez sobre una hoguera o una vez sobre siete hogueras). Saltando sobre hoguera dicen estas palabras: “Mi amarillez a ti, tu rubor a mí, que se queman mis pesos y penas en este fuego”. No se puede apagar la hoguera con agua. 